# Штучна трава

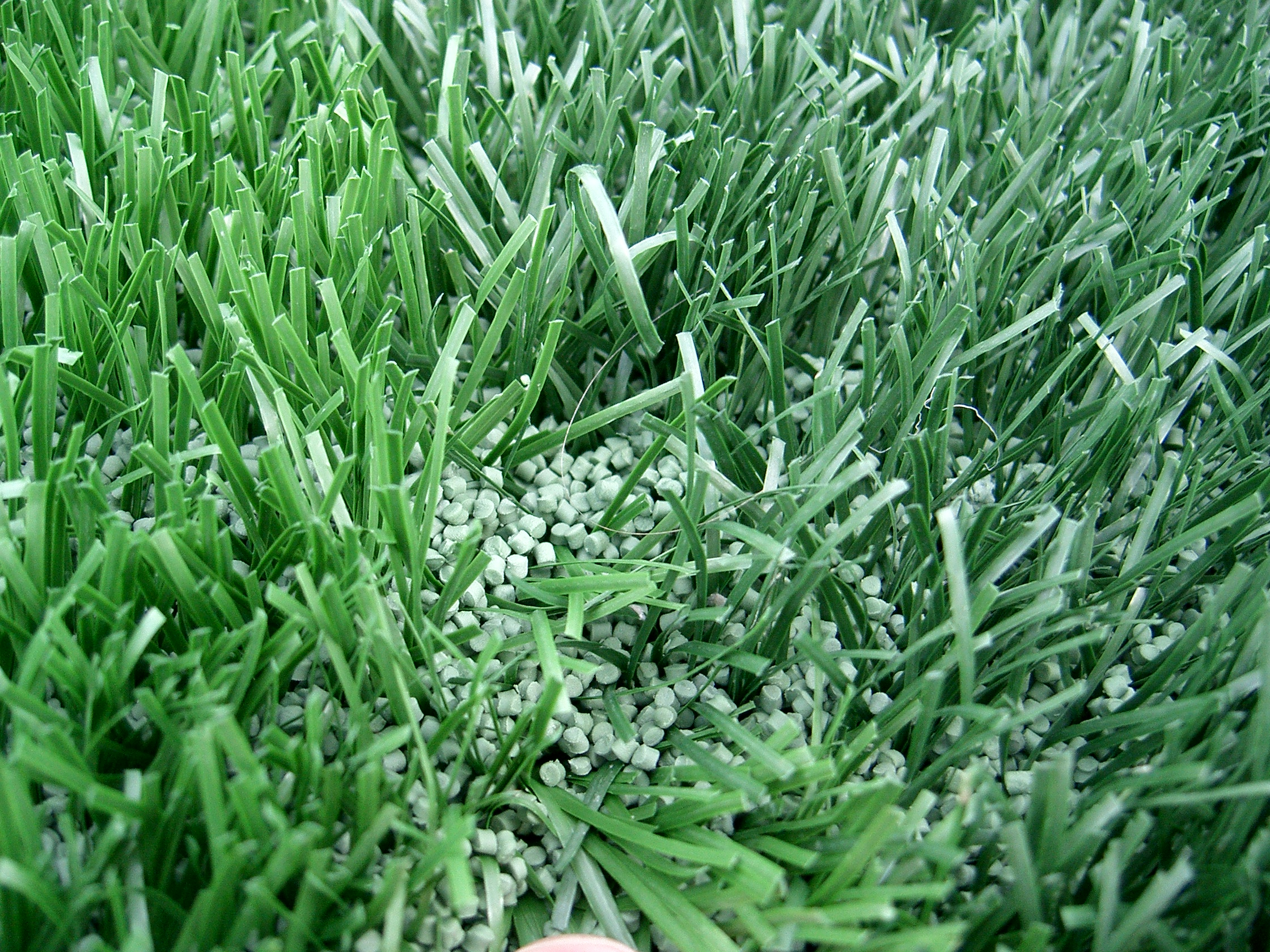
Штучна трава.

Штучна трава (англ. Artificial turf) — синтетичне покриття, що використовується як замінник натурального газону в регіонах (кліматичних зонах), де відсутні умови для фотосинтезу трав спортивної селекції або в умовах інтенсивної експлуатації. У 21 сторіччі широкого поширення набуває декоративна штучна трава, яка дуже подібна до натуральної за зовнішнім виглядом, проте не потребує значного догляду.

## Призначення
Спортивна штучна трава призначена для футбольних полів, полів для регбі, гольфу, хокею на траві, тенісних кортів, універсальних спортивних майданчиків тощо. Існують універсальні штучні трав'яні покриття, які використовуються для декількох видів спорту.
Декоративна штучна трава використовується для озеленення прибудинкових територій, балконів, терас і внутрішніх приміщень, тощо, створюючи ефект натурального покриття. Вона широко застосовується в ландшафтному дизайні у приватному та комерційному секторі. Крім естетичної функції, штучна трава допомагає зменшити витрати на полив і догляд за газоном.

## Історія
Перша згадка про штучну траву відноситься до 1965 року. У Х'юстоні (штат Техас) дослідницька група під керівництвом Девіда Чейні (декана Текстильного коледжу Університету штату Північна Кароліна) створили перший штучний килим під назвою «AstroTurf». До 1970-их років штучна трава широко використовувалася на футбольних та бейсбольних майданчиках США і Канади.
Основними виробниками штучної трави є компанії, що випускають килимові покриття. Це пояснюється тим, що технології ткацтва килимових покриттів і штучної трави в чому подібні.

## Експлуатація
Спортивна штучна трава складається з трьох основних компонентів:
- Безпосередньо матеріалу «штучна трава» - рулонного килимового покриття, виготовлене методом тафтінга з використанням поліетиленової нитки, закріпленої в каркасній тканині;
- Монтажних матеріалів: якщо застосовується склеювання, то використовуються клей і шовна стрічка; у разі зшивання до них додається синтетична нитка;
- Витратних матеріалів для підтримки необхідних ігрових характеристик футбольного поля, наприклад, наповнювача з кварцового піску і грануляту.

В процесі експлуатації наповнювач витрачається природним шляхом (виноситься дощовою водою через дренажні отвори, в процесі прибирання снігу, на взутті спортсменів тощо). Для забезпечення ігрових характеристик футбольного поля потрібна підтримка необхідного рівня наповнювача, у зв'язку з чим однією з умов експлуатації є регулярне (раз на 1-3 місяці) внесення втраченого наповнювача.
Декоративна штучна трава може монтуватись як безпосередньо на грунт з використанням дренажного нижнього шару з гравію (щебеню) та піску або гранвідсіву, так і на бетонну або інші види основ. Наповнювач для декоративної штучної трави у вигляді кварцевого піску застосовується опціонально.